# Dimetilistidina N-metiltransferasi
La dimetilistidina N-metiltransferasi è un enzima appartenente alla classe delle transferasi, che catalizza la seguente reazione:
S-adenosil-L-metionina + Nα,Nα-dimetil-L-istidina ⇄ S-adenosil-L-omocisteina + Nα,Nα,Nα-trimetil-L-istidina
Anche la metilistidina e l'istidina possono essere accettori di metili. In entrambi i casi il prodotto finale è la trimetilistidina.